# Gare de Fastiv I
La gare de Fastiv I (en ukrainien : Фастів I, est l'une des gares ferroviaires à Fastiv en Ukraine.

## Situation ferroviaire
Elle est exploitée par le réseau Pivdenno-Zakhidna zaliznytsia.

## Histoire
Elle fut ouverte en 1870 et le bâtiment actuel remplace celui qui fut détruit en 2011.

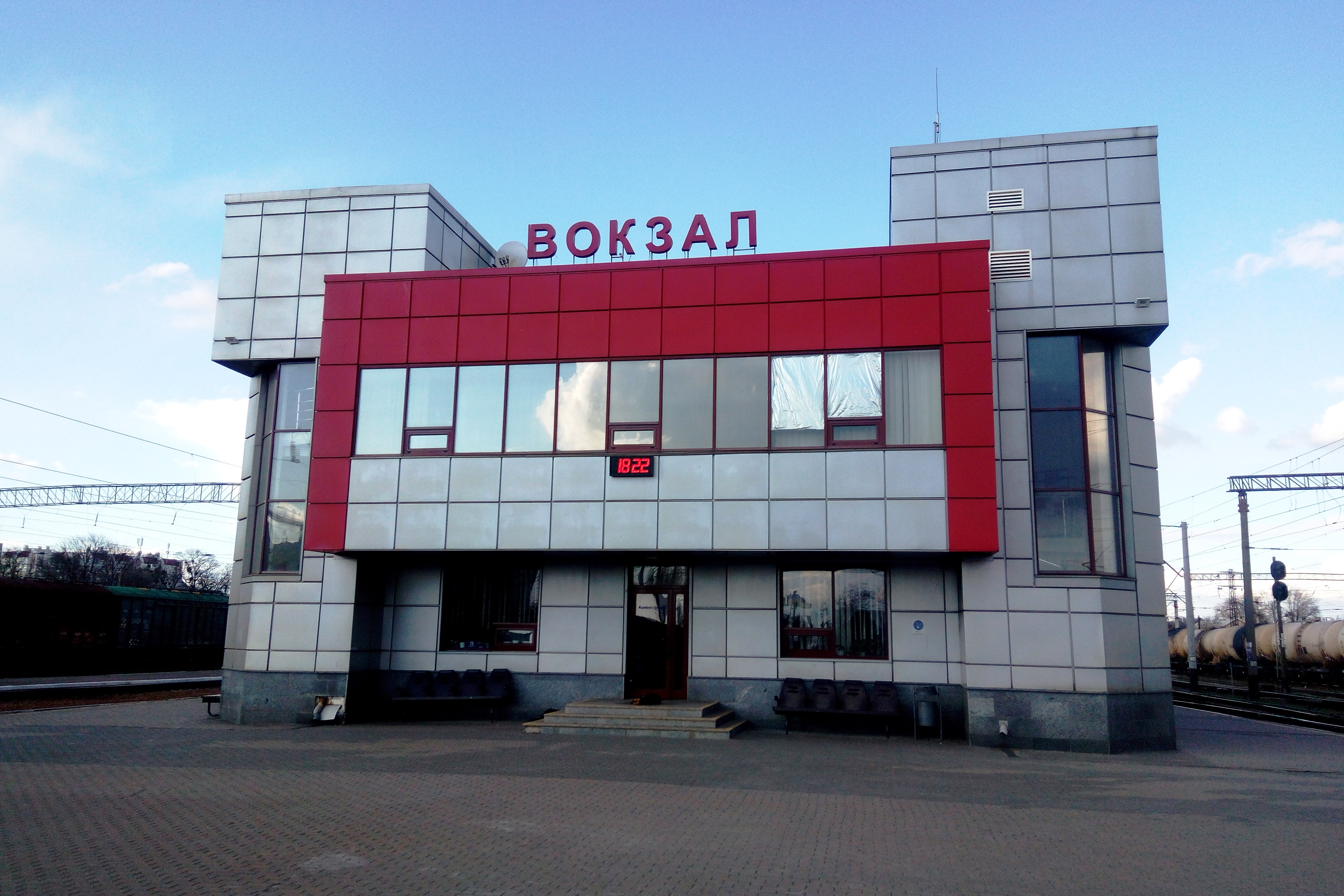
Le nouveau bâtiment avec son inscription "GARE".

## Service des voyageurs

### Accueil

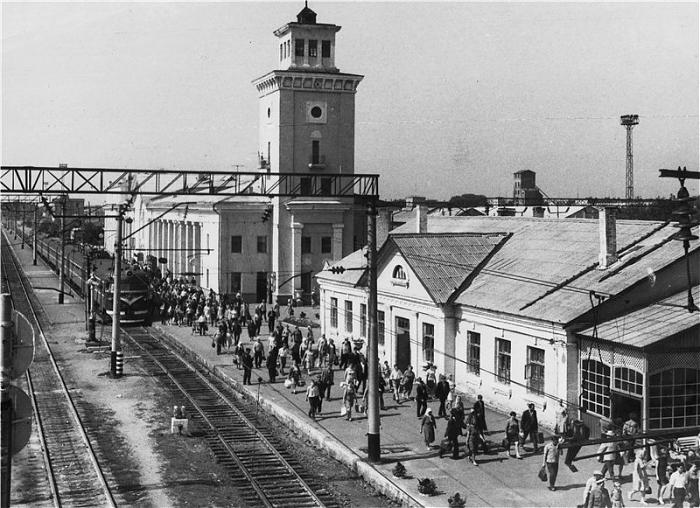
L'ancienne gare,
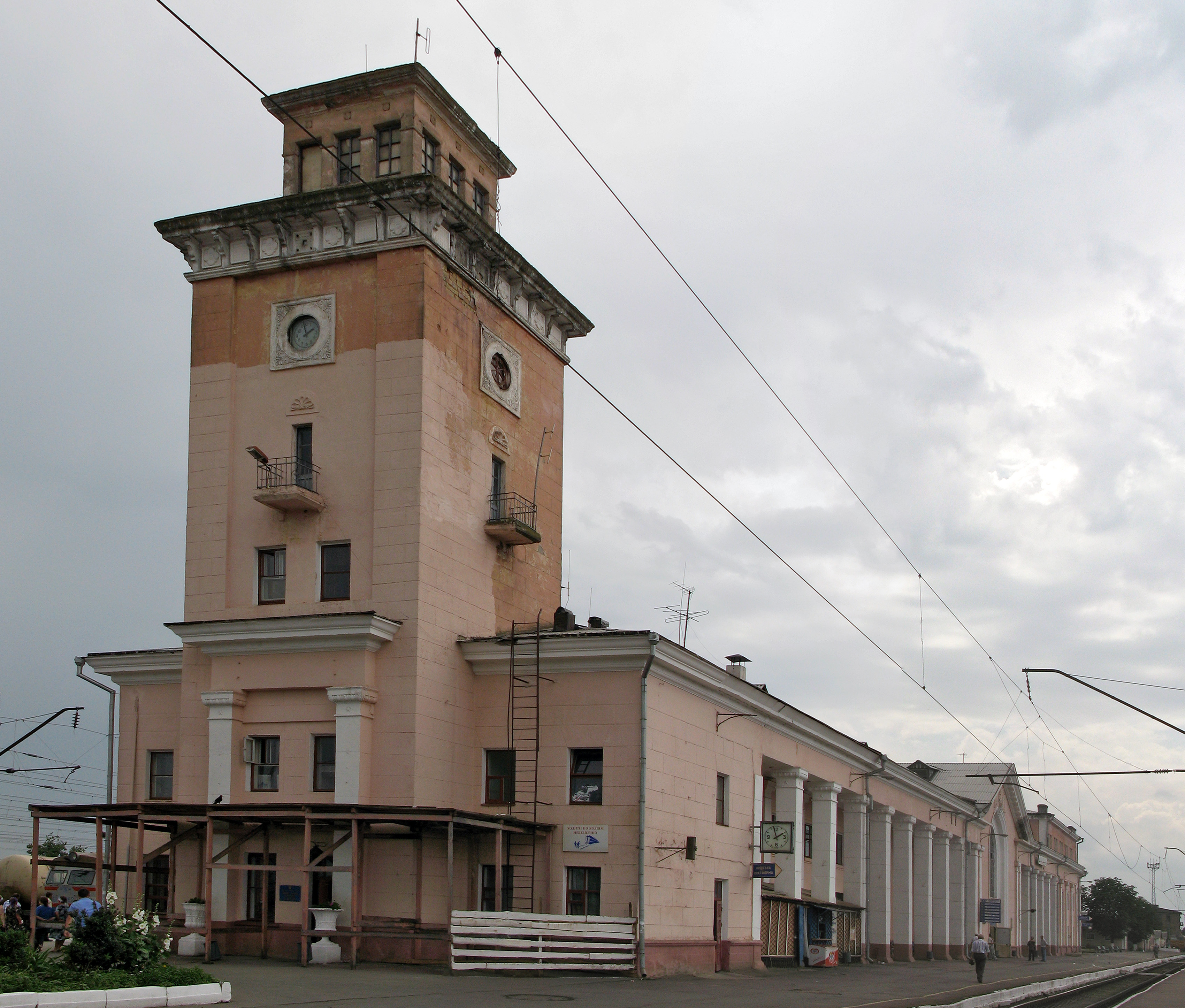
qui était classée[1].